# Salpingogaster liposeta
Salpingogaster liposeta är en tvåvingeart som beskrevs av Fluke 1937. Salpingogaster liposeta ingår i släktet Salpingogaster och familjen blomflugor. Inga underarter finns listade i Catalogue of Life.